# 6237 Chikushi
6237 Chikushi (1989 CV) là một tiểu hành tinh nằm phía ngoài của vành đai chính được phát hiện ngày 4 tháng 2 năm 1989 bởi T. Seki ở Geisei.